# Expeditie Robinson
Expeditie Robinson es un reality show neerlandés de supervivencia extrema, esta es una adaptación del reality show sueco Expedition Robinson. Fue estrenado el 15 de septiembre de 2000 y actualmente está en producción. Este reality show ha sido grabado en 4 países; Filipinas, Malasia, Indonesia y Panamá y en todas sus temporadas suma 305 participantes. Actualmente es conducido por Dennis Weening y Nicolette Kluijver. Cuenta con 15 temporadas más 1 temporada especial la cual duro menos tiempo que las normales. Su nombre deriva de Robinson Crusoe, dos historias protagonizadas por personas aisladas por naufragios.
La decimocuarta temporada emitida en el 2013 fue la primera temporada sin concursantes de Bélgica y solo se transmitió en Países Bajos, debido a la falta de audiencia televisiva en Bélgica.

## Formato
16 o más concursantes se ponen en una situación de supervivencia y compiten en una variedad de desafíos físicos. Al principio de cada temporada, dos equipos compiten, pero más tarde los equipos se fusionan y comienzan las competencias individuales. Al final de cada episodio, un participantes es eliminado por los otros participantes en una votación secreta llamada; "Consejo final".

## Reglas

### Tribus
Los participantes se dividen en dos equipos o algunas temporadas 3 equipos (tribus), de 8 a 10: por lo general con el nombre de Kamp Noord representando a Países Bajos y Kamp Zuid representando a Bélgica.

### Las pruebas
Las pruebas pueden ser los deportes de natación, de equilibrio, de trabajo en equipo, de destreza, etc. Se organizan dos tipos de eventos: una prueba de comodidad y la inmunidad.
- La prueba de la Comodidad, mejora la vida del equipo que gana.
- La prueba de Inmunidad, salva al equipo ganador de la eliminación.

### La final
Cuando hay tres aventureros que compiten (o cuatro según las temporadas), que es el final. Se compone de dos rondas eliminatorias y una votación final.
- Orientación: Los participantes tienen que buscar algún objeto (cáscara, máscara, escudo, etc.) escondido en un lugar específico.
- Jurado final: Los exparticipantes que sean parte del jurado tienen que determinar entre los 2 finalistas, mediante una votación secreta quien es el ganador del programa. Esta temática de juego existió solo hasta la temporada décimo-segunda, ya que en las temporadas posteriores el ganador y segundo lugar se determinó mediante una competencia.

## Innovaciones
- En Expeditie Robinson 2014 existieron 3 tribus, y para determinar donde vivirán cada semana las tribu se crearon 3 mundos terrenales; El primero es el Edén aquí están todas las comodidades que pueden tener los participantes y además se convierten en inmunes, puede vivir aquí solo el equipo que obtenga el primer lugar. El segundo mundo terrenal es la Tierra aquí los participantes tendrán recursos limitados, algunas comodidades y solo podrán vivir aquí el equipo que obtenga el segundo lugar. El tercero y último es el Infierno aquí los participantes no tendrán comodidades, estarán escasos de recursos y el equipo perdedor vivirá aquí.

## Equipo del Programa
- Presentadores: 
  - Dennis Weening, lidera las competencias por equipos.
  - Nicolette Kluijver, lidera los consejos de eliminación.

## Temporadas
| Temporada | Temporada               | Ubicación                | Emisión                                          | Ganador(a)             | 2°.Lugar             | Participantes |
| --------- | ----------------------- | ------------------------ | ------------------------------------------------ | ---------------------- | -------------------- | ------------- |
| 1         | Expeditie Robinson 2000 | Malasia, Sibu            | 15 de septiembre de 2000 18 de diciembre de 2000 | Karin Lindenhovius     | Eva Willems          | 16            |
| 2         | Expeditie Robinson 2001 | Malasia, Johor           | 22 de septiembre de 2001 25 de diciembre de 2001 | Richard Mackowiak      | Pascale Mertens      | 16            |
| 3         | Expeditie Robinson 2002 | Malasia, Johor           | 15 de septiembre de 2002 18 de diciembre de 2002 | Derek Blok             | Olivier Glorieux     | 16            |
| 4         | Expeditie Robinson 2003 | Indonesia, Kelapa        | 13 de septiembre de 2003 6 de diciembre de 2003  | Jutta Borms            | Judge Chambliss      | 16            |
| 5         | Expeditie Robinson 2004 | Malasia, Sibu            | 5 de septiembre de 2004 28 de noviembre de 2004  | Frank Meulder          | Matthias Verscheure  | 18            |
| 6         | Expeditie Robinson 2005 | Malasia, Tengah          | 5 de septiembre de 2005 28 de noviembre de 2005  | Marnix Allegaert       | Emma Van Den Bossche | 18            |
| 7         | Expeditie Robinson 2006 | Panamá, Las Perlas       | 28 de agosto de 2006 20 de noviembre de 2006     | Olga Urashova          | Lenny Janssen        | 16            |
| 8         | Expeditie Robinson 2007 | Malasia, Pahang          | 30 de septiembre de 2007 27 de diciembre de 2007 | Vinncent Arrendell     | Willem Hogeveen      | 100           |
| 9         | Expeditie Robinson 2008 | Malasia, Johor           | 31 de agosto de 2008 23 de noviembre de 2008     | Yin Oei                | Hans Meenhorst       | 16            |
| 10        | Expeditie Robinson 2009 | Malasia, Johor           | 3 de septiembre de 2009 3 de diciembre de 2009   | Marcel Vandezande      | Rita Berger          | 21            |
| 11        | Expeditie Robinson 2010 | Malasia, Johor           | 2 de septiembre de 2010 2 de diciembre de 2010   | Regina Romeijn         | Tatiana Silva        | 17            |
| 12        | Expeditie Robinson 2011 | Filipinas, Camarines Sur | 1 de septiembre de 2011 1 de diciembre de 2011   | Tatiana Silva          | Niko Van Driessche   | 16            |
| 13        | Expeditie Robinson 2012 | Malasia, Pahang          | 6 de septiembre de 2012 20 de diciembre de 2012  | Fatima Moreira de Melo | Peggy Vrijens        | 16            |
| 14        | Expeditie Robinson 2013 | Malasia, Johor           | 5 de septiembre de 2013 12 de diciembre de 2013  | Edith Bosch            | Geraldine Kemper     | 16            |
| 15        | Expeditie Robinson 2014 | Filipinas, Bicolandia    | 11 de septiembre de 2014 18 de diciembre de 2014 | Kay Nambiar            | Krystl Pullens       | 18            |

## Temporadas Especiales
| Temporada | Temporada                              | Ubicación          | Emisión                                          | Ganador       | 2°.Lugar      | Participantes |
| --------- | -------------------------------------- | ------------------ | ------------------------------------------------ | ------------- | ------------- | ------------- |
| 1         | Expeditie Robinson: Strijd der Titanen | Filipinas, Palawan | 15 de septiembre de 2006 18 de diciembre de 2006 | Ryan van Esch | Jennifer Smit | 17            |

## Lugares de rodaje
Expeditie Robinson ha filmado en 4 países del mundo. América y Asia son los únicos continentes en los que se han filmado las temporadas de Expeditie Robinson.
| Continente      | Temporada                                                                                       |
| --------------- | ----------------------------------------------------------------------------------------------- |
| América Central | Panamá: 7                                                                                       |
| Asia            | Filipinas: Strijd der Titanen, 12, 15 Indonesia: 4 Malasia: 1, 2, 3, 5, 6, 8, 9, 10, 11, 13, 14 |

## Audiencias Generales
| Temporada               | Año    | Audiencia Promedio |
| ----------------------- | ------ | ------------------ |
| Expeditie Robinson 2010 | «2010» | 1.180.071          |
| Expeditie Robinson 2011 | «2011» | 1.208.785          |
| Expeditie Robinson 2012 | «2012» | 1.086.470          |
| Expeditie Robinson 2013 | «2013» | 1.226.000          |
| Expeditie Robinson 2014 | «2014» | 1.171.000          |